# تشانج يو تشون
تشانج يو تشون (1330-1369), اسم التبجيل بورين والاسم النمطي يان هنج، كان جنرال عسكري صيني في عهد أسرة مينغ. كان من أتباع تشو يوان تشانغ (الإمبراطور المؤسس لأسرة مينغ) وساهم بشكل كبير في إقامة إمبراطورية مينغ. اشتهر بشجاعته وبراعته الهائلة في المعركة، والتي أكسبته لقب «تشانغ مائة ألف»، لأنه كان يقال أنه وحده فعالا كقوة 100000 جندي. 

## الحياة
ولد تشانغ في مقاطعة هواى يوان، آنهوي. انضم إلى تمرد العمامة الحمراء في 1355 للإطاحة حكم أسرة يوان المغولية في الصين. في الشهر السادس من ذلك العام، إتبع تشو يوان تشانغ في معركة مع جيش يوان التي جرت احداثها في سايشي (حاليا بالقرب من جنوب مانشان، الضفة الشرقية من نهر يانغتسى). انتصرت قوات المتمردين في تلك المعركة وأصبح تشانغ مشهورًا. تمت ترقيته لاحقا إلى رتبة يوانشواي (ما يعادل المارشال).
شارك تشانغ في المعارك الكبرى ضد منافسي تشو يوان تشانغ: تشن يولانج وتشانغ شيتشنغ، ساعد تشو على القضاء عليهم وتأمين حكمه على الصين ووضع الأسس لسلالة مينغ. منحه تشو لقب «دوق ه» (鄂國公) ت في 1366. في 1367 رافق تشانغ شو دا في حملة عسكرية شمالا وغزا خان بالق عاصمة سلالة يوان في السنة التالية، وبالتالي إنهاء الحكم المغولي في الصين.
في 1369 توفي تشانغ من المرض في رحلة العودة إلى نانجينغ (حاليا في شرق محافظة شوانهوا، خبى). عندما سمع تشو يوان تشانغ بموت تشانج، كتب قصيدة رثاء لتشانغ ومنح تشانغ بعد وفاته لقب «أمير كايبينغ» (開平王) والاسم الفخري «شونغوو» (忠武). كان لتشانغ يو تشون ابنان هما تشانغ ماو (常茂) وتشانغ شنغ (常升).

## في الخيال
يظهر تشانغ كشخصية ثانوية في رواية الوي شيا للكاتب لويس تشا «سيف السماء والتنين المبارز». في الرواية هو عضو طائفة مينغ وهي حركة التمرد التي تسعى إلى الإطاحة أسرة يوان. هو جرح في معركة مع بعض جنود يوان ولكن تم إنقاذه من قبل شانغ سان فنغ. ويوافق على إحضارشانغ ووجي (بطل الرواية) معه إلى وادي الفراشة ليطلب العلاج من الطبيب غريب الأطوار هوو تشينغنيو. بعد عدة سنوات، يصبح تشانغ تابع لشانغ ووجي بعد أن أصبح شانغ زعيم الطائفة لبطولته في إنقاذ الطائفة من الدمار.. يشارك في معارك مختلفة ضد قوات يوان ويساعد في نهاية المطاف تشو يوان تشانغ إنشاء أسرة مينغ.

## جدل حول دين وأصل تشانغ يو تشون
إن دين تشانغ وخلفيته العرقية قضية مثيرة للجدل في الأوساط التأريخية الصينية. وفقا لباي شويي وفو تونغشيان وجين جى تانغ وما يى يو وتشيو شو سن (جميعهم من قومية هوي إلا تشيو) يروا أن تشانغ كان من المجموعة العرقية هوي. كما أشار تان تا سين ودرو س. جلادني إلى أنه من الهوى أو مسلم. جادل ون جونغ نينغ بأن تشانغ قد لا يكون من الهوى، على أساس تقاليد أسرة تشانغ ونسلها وحالة السيمو في عهد أسرة يوان. في وقت لاحق ذكر لى جيانبياو أن نص ون كان متضارب وغير مقنع.